# Đội tuyển bóng đá quốc gia Mayotte
Đội tuyển bóng đá quốc gia Mayotte là đại diện cho bộ phận hải ngoại của Pháp và khu vực Mayotte trong bóng đá quốc tế.
Mayotte không phải là thành viên của cả FIFA và CAF, vì vậy không đủ điều kiện để tham dự World Cup hoặc Cúp bóng đá châu Phi. Đến năm 2007, Mayotte đã chơi hai trận giao hữu với đảo Réunion ở nước ngoài và ba trận với Madagascar.
Vào năm 2007, đội đã thi đấu lần đầu tiên trong Thế vận hội Ấn Độ Dương, kết thúc ở vị trí thứ ba sau khi thua Madagascar trong trận bán kết và đánh bại Mauritius ở vòng play-off thứ ba sau loạt sút luân lưu.
Vào năm 2012, tại Cúp bóng đá hải ngoại, Mayotte đã đánh bại Tahiti vô địch Cúp bóng đá châu Đại Dương 3-1 và cũng thắng New Caledonia là đội vô địch Pacific Games và Á quân Cúp bóng đá châu Đại Dương 2-0.